# Серкейра, Мурило
Мури́ло Серке́йра Пайн (порт. Murilo Cerqueira Paim; род. 27 марта 1997, Сан-Гонсалу-дус-Кампус, Баия), или просто Мури́ло — бразильский футболист, защитник клуба «Палмейрас».

## Клубная карьера

### «Крузейро»
В 10 лет проходил отбор в академию «Васко да Гама». Затем пробовался в «Интернасьонал» и «Виторию». С 2012 года выступал за молодёжную команду «Крузейро».
20 марта 2017 года сыграл свой первый матч за основной состав клуба в чемпионате Бразилии, выйдя в стартовом составе в матче с «Жоинвилем». Всего в чемпионате Бразилии провёл 34 матча.
28 февраля 2018 года дебютировал в Кубке Либертадорес на выезде с аргентинским «Расингом». Встреча завершилась поражением бразильцев со счётом 2:4.
В июне 2019 года во время выступления Мурило на турнире в Тулоне английские СМИ распространили информацию, что бразильцем интересовался наставник «Манчестер Сити» Пеп Гвардиола. Называлась возможная сумма трансфера — 15 миллионов фунтов стерлингов.

### «Локомотив» (Москва)
18 июня 2019 года подписал пятилетний контракт с московским «Локомотивом». Дебютировал за новую команду 6 июля в игре за Суперкубок России с «Зенитом» (3:2). Мурило вышел в стартовом составе и провел на поле все 90 минут. Свой первый гол в карьере забил 23 августа 2020 года в матче против московского «Спартака».

### «Палмейрас»
12 января 2022 года вернулся в Бразилию, перейдя в «Палмейрас». В начале апреля защитник стал чемпионом штата Сан-Паулу, в ходе которого он провёл 11 матчей и забил три гола.

## Карьера в сборной
В 2016 году выступал в молодёжную сборной Бразилии, за которую сыграл 3 товарищеских матча. В одной из игр со сверстниками из Эквадора забил два мяча, а его команда победила со счётом 3:0.
В июне 2019 года в составе олимпийской сборной Бразилии принимал участие в международном турнире в Тулоне. Мурило принял участие в четырёх матчах, в том числе и в финале, в котором бразильцы встречались с японцами. Основное время матча завершилось вничью 1:1. В серии пенальти южноамериканская сборная оказалась сильнее — 5:4.

## Достижения

### Клубные
«Крузейро»
- Чемпион штата Минас-Жерайс (2): 2018, 2019
- Чемпион Кубка Бразилии (2): 2017, 2018

«Локомотив» Москва
- Обладатель Кубка России: 2020/21
- Обладатель Суперкубка России: 2019

«Палмейрас»
- Чемпион Бразилии (2): 2022, 2023
- Рекопа Южной Америки: 2022
- Обладатель Суперкубка Бразилии: 2023
- Чемпион штата Сан-Паулу (3): 2022, 2023, 2024

### В сборной
- Победитель Турнира в Тулоне: 2019